# David Urquhart (hockey sur glace)
Pour les articles homonymes, voir David Urquhart.
David Urquhart (né le 10 novembre 1984 à Thorold, province de l'Ontario) est un joueur professionnel canado-Italien de hockey sur glace.

## Carrière en club
Il a commencé sa carrière en junior avec les Blackhawks de Thorold puis les Cougars de Welland. En
2004, il rejoint l'Université McGill en Sport interuniversitaire canadien. Il est nommé capitaine de l'équipe en 2007. En 2008, il passe professionnel en signant un contrat avec le Wolf Pack de Hartford dans la Ligue américaine de hockey. Assigné en début de saison aux Checkers de Charlotte de l'ECHL, il parvient à gagner sa place avec la franchise de Hartford. L'équipe est éliminée quatre victoires à deux par les Sharks de Worcester au premier tour des séries éliminatoires de la Coupe Calder. Urquhart est le seul joueur du Wolf Pack à terminer avec un plus/minus positif (+1). Le 2 juillet 2010, il signe un contrat d'un an avec les Bulldogs de Hamilton.

## Trophées et honneurs personnels
- Sport interuniversitaire canadien
  - 2007 : élu dans la seconde équipe d'étoiles.
- Université McGill[2]
  - 2006 : remporte le Trophée des champions de la fondation Martlet 1938.
  - 2007 : remporte le Trophée des champions de la fondation Martlet 1938.
  - 2007 : remporte le Trophée Bobby Bell du meilleur joueur.
  - 2008 : remporte le Trophée Richard Pound récompensant le meilleur et le plus compétent étudiant-athlète.
  - 2008 : remporte le Trophée du meilleur étudiant Gretta Chambers.

## Statistiques
| Saison    | Équipe                        | Ligue   |    | Saison régulière | Saison régulière | Saison régulière | Saison régulière | Saison régulière |   | Séries éliminatoires | Séries éliminatoires | Séries éliminatoires | Séries éliminatoires | Séries éliminatoires |
| Saison    | Équipe                        | Ligue   | PJ | B                | A                | Pts              | Pun              | PJ               | B | A                    | Pts                  | Pun                  |                      |                      |
| 2004-2005 | Redmen de l'Université McGill | SIC     | 13 | 1                | 3                | 4                | 8                | -                | - | -                    | -                    | -                    |                      |                      |
| 2005-2006 | Redmen de l'Université McGill | SIC     | 24 | 7                | 17               | 24               | 52               | -                | - | -                    | -                    | -                    |                      |                      |
| 2006-2007 | Redmen de l'Université McGill | SIC     | 28 | 2                | 25               | 27               | 93               | -                | - | -                    | -                    | -                    |                      |                      |
| 2007-2008 | Redmen de l'Université McGill | SIC     | 21 | 3                | 12               | 15               | 37               | -                | - | -                    | -                    | -                    |                      |                      |
| 2008-2009 | Checkers de Charlotte         | ECHL    | 7  | 0                | 5                | 5                | 10               | -                | - | -                    | -                    | -                    |                      |                      |
| 2008-2009 | Wolf Pack de Hartford         | LAH     | 58 | 6                | 8                | 14               | 36               | 6                | 0 | 0                    | 0                    | 0                    |                      |                      |
| 2009-2010 | Wolf Pack de Hartford         | LAH     | 49 | 0                | 4                | 4                | 34               | -                | - | -                    | -                    | -                    |                      |                      |
| 2009-2010 | Checkers de Charlotte         | ECHL    | 13 | 2                | 8                | 10               | 21               | 7                | 0 | 2                    | 2                    | 12                   |                      |                      |
| 2010-2011 | Nailers de Wheeling           | ECHL    | 24 | 1                | 8                | 9                | 32               | 8                | 0 | 4                    | 4                    | 10                   |                      |                      |
| 2010-2011 | Bulldogs de Hamilton          | LAH     | 23 | 0                | 5                | 5                | 8                | -                | - | -                    | -                    | -                    |                      |                      |
| 2011-2012 | HC Valpellice                 | Serie A | 38 | 3                | 17               | 20               | 56               | 5                | 0 | 0                    | 0                    | 10                   |                      |                      |
| 2012-2013 | Aquile FVG                    | Serie A | 43 | 8                | 18               | 26               | 121              | -                | - | -                    | -                    | -                    |                      |                      |
| 2013-2014 | AS Renon                      | Serie A | 34 | 7                | 12               | 19               | 44               | 6                | 2 | 3                    | 5                    | 12                   |                      |                      |